# Митрофанов, Спиридон Иванович
Спиридон Иванович Митрофанов — советский учёный, профессор, доктор технических наук.

## Биография
Родился в 1893 году Член КПСС.
Участник Гражданской войны.
Научный работник Гинцветмета. Выдающийся учёный в сфере обогащения руд цветных металлов.
Умер в Москве после 1993 года, достигнув 100-летнего возраста.

## Сочинения
- Митрофанов, Спиридон Иванович. Основы обогащения полезных ископаемых Текст / проф. С. И. Митрофанов ; Всесоюз заоч. политехн. ин-т, 1957.
- Митрофанов, Спиридон Иванович. Селективная флотация : теория и практика / С. И. Митрофанов. — Москва : Металлургиздат, 1958. — 726 с.
- Митрофанов, Спиридон Иванович. Исследование полезных ископаемых на обогатимость [Текст] / Проф. д-р техн. наук С. И. Митрофанов. — 3-е изд., перераб. и доп. — Москва : Госгортехиздат, 1962. — 580 с. : ил.; 22 см.
- Митрофанов С. И., Рыскин М. Я. Электрохимическое взаимодействие сульфидных минералов с реагентами-собирателями. — Ленинград : Б. и., 1965. — 13 с. : граф. ; 28 см.
- Комбинированные методы переработки окисленных и смешанных медных руд : (теория и правтика) / [С. И. Митрофанов [и др.]]. — Москва : Недра, 1970. — 285, [1] с. : ил. ; 22 см. — (В пер.) : 1.16 р.